# Ruine Monsberg
Die Ruine Monsberg, auch Burg des Munt genannt, ist die Ruine einer Spornburg über der Ruine St. Ruprecht auf einem 591,4 m ü. NN hohen Felssporn über der Lauter südwestlich des Ortsteils Erbstetten der Stadt Ehingen im Alb-Donau-Kreis in Baden-Württemberg.

## Geschichte
Von der im 13. Jahrhundert von den Herren von Monsberg erbauten Burg wird 1258 ein „Ulricus de Mundisberc“ erwähnt. Am 21. April 1379 wird die Burg von Graf Konrad von Aichelberg mit allem Zubehör an Hans vom Stein zu Klingenstein verkauft und 1405 bis 1411 gehen alle Monsberger Besitzungen an das Kloster Zwiefalten. Im Juli 1495 werden die Burgen Monsberg und Wartstein zerstört. Die Burg wird als Wohnsitz aufgegeben und verfällt. 1515 wird der Burgstall Besitz der Herzöge von Bayern und wird am 6. Juli 1593 Lehen der Freiherren von Speth. 1848 wird die Ruine Eigentum der Gemeinde Erbstetten. Ehemalige Besitzer sollen auch die Ministerialen von Stuben gewesen sein. Burg Monsberg wurde auch die „Burg des Munt“ genannt, vermutlich ein Ministeriale der Grafen von Wartstein.
Von der Burganlage sind noch Mauerreste, vermutlich eines Wohnturms, innerhalb der ehemaligen Kernburg erhalten sowie Reste eines Kellergewölbes und eines Halsgrabens.

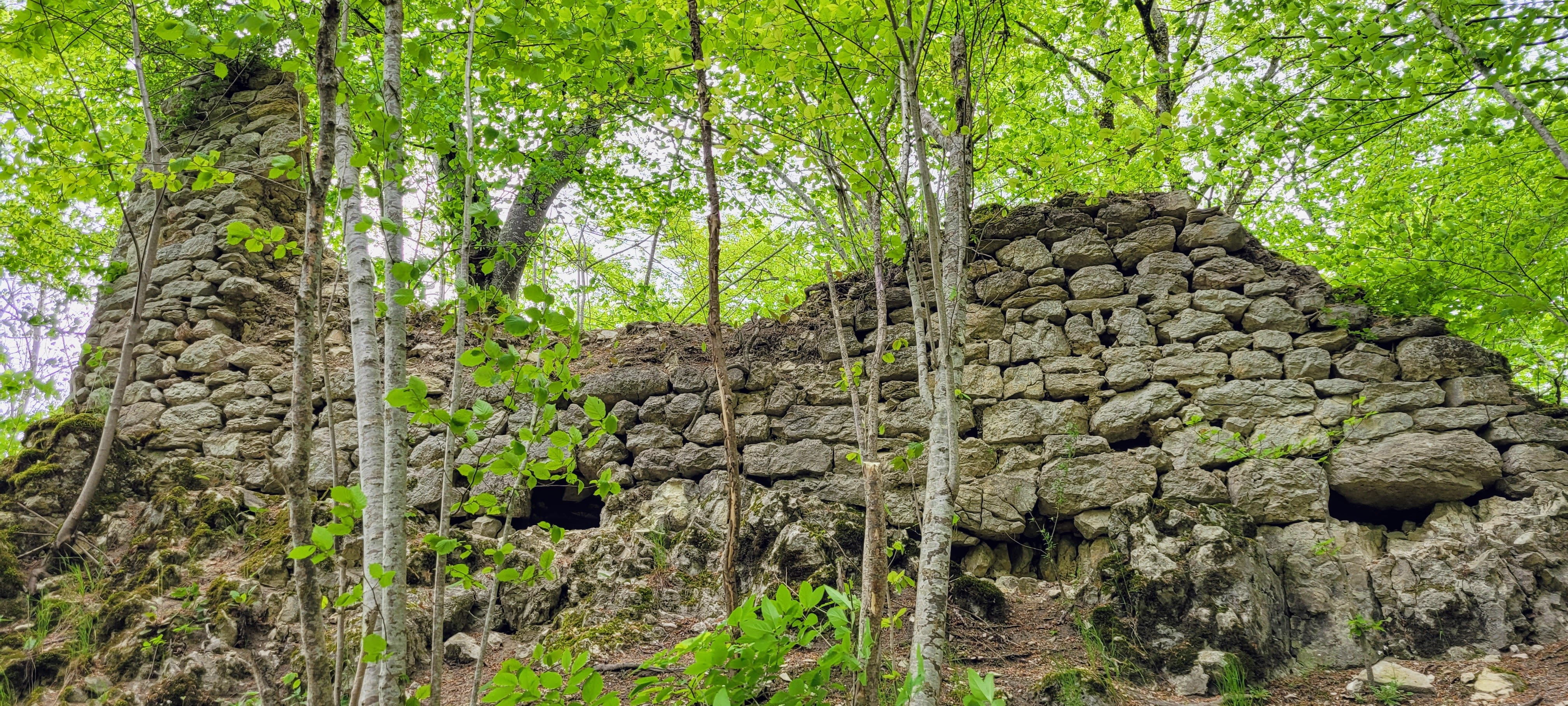
Ringmauerreste der Burg
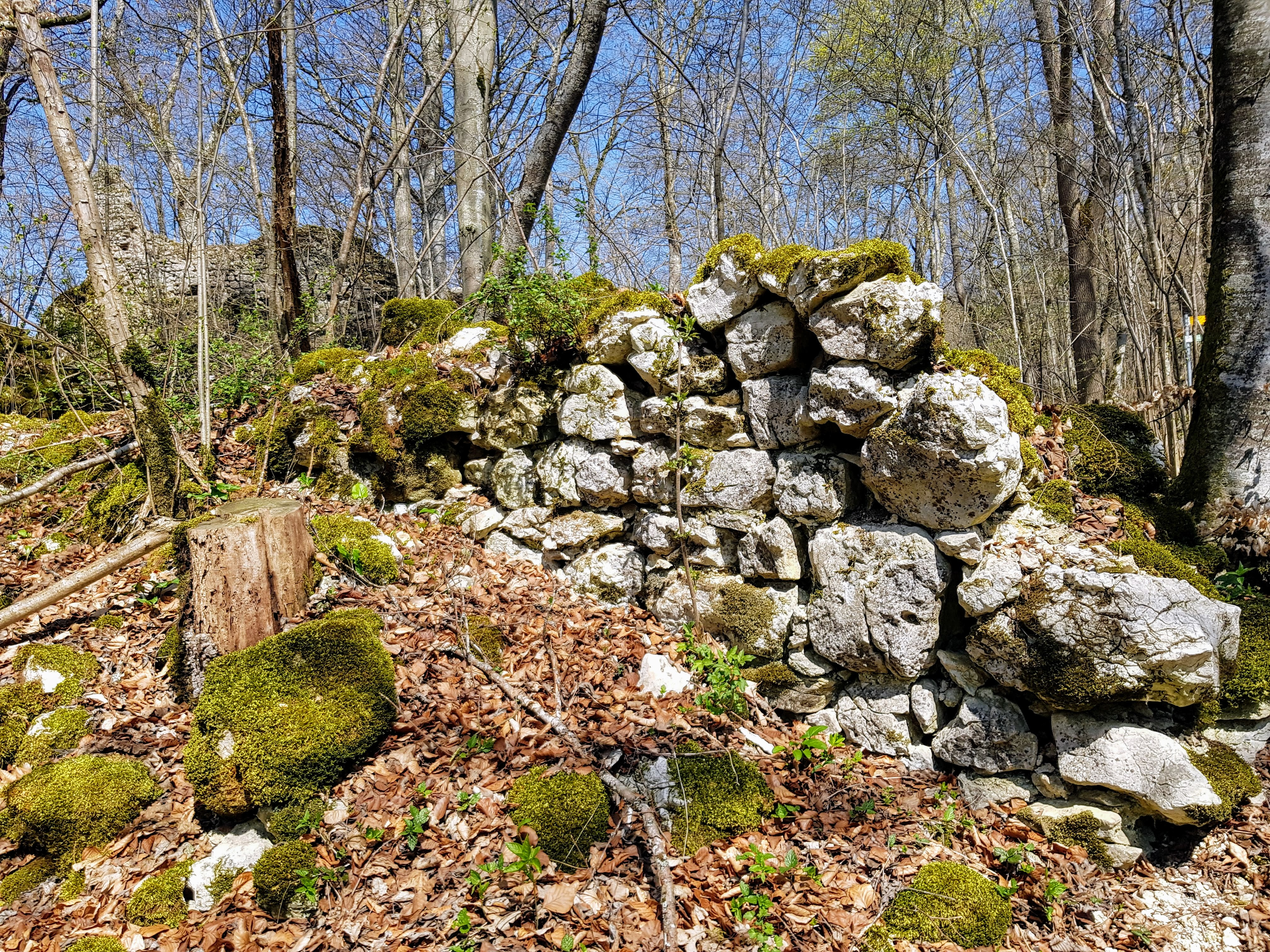
Weitere Reste
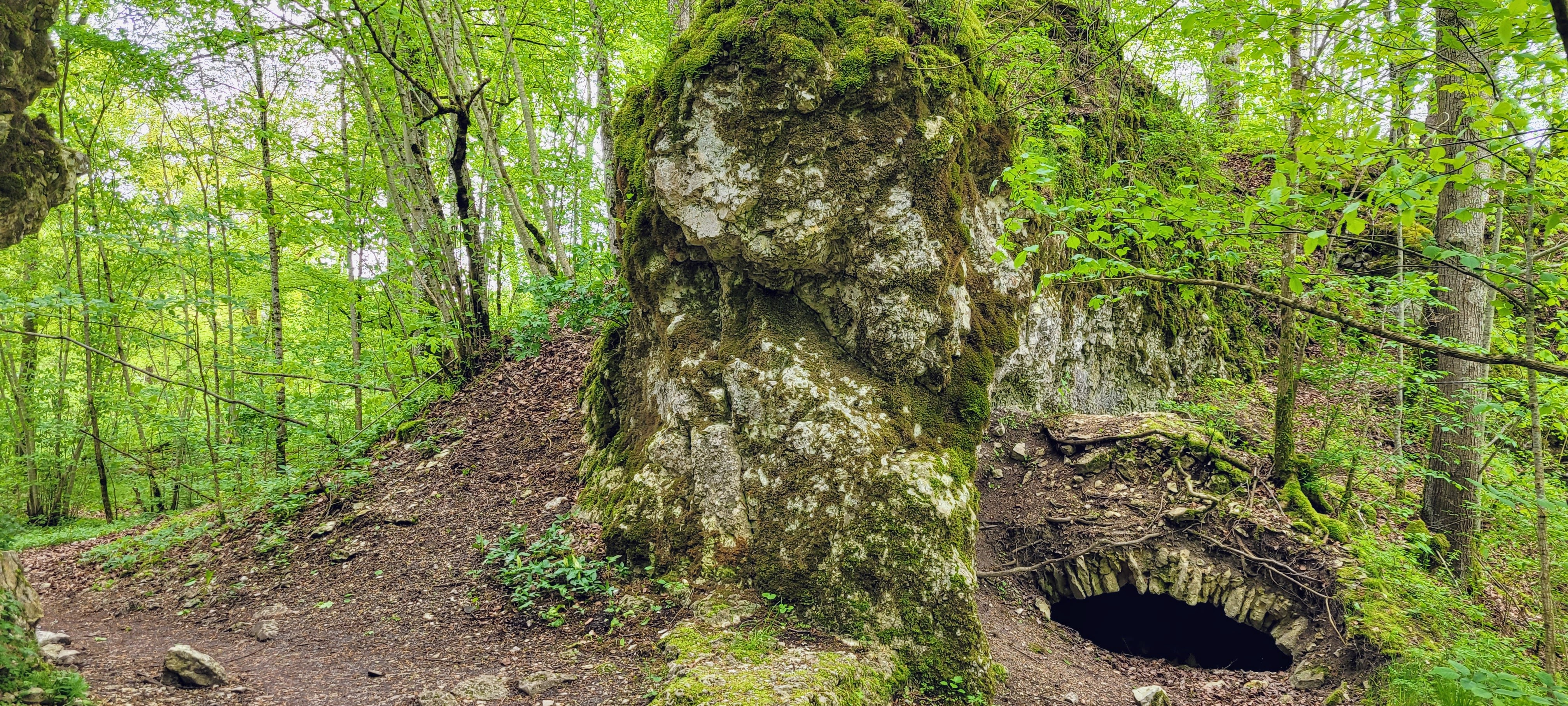
Gewölbekellerreste